# Le Privilège (album)
Cet article concerne l'album. Pour la chanson, voir Le Privilège (chanson).
Albums de Michel Sardou
Sardou 66 Bercy 91
Singles
1. Marie-Jeanne
Sortie : 18 septembre 1990
2. Le Privilège
Sortie : 24 décembre 1990
3. Le Vétéran
Sortie : 1991

Le Privilège est le dix-huitième album studio de Michel Sardou enregistré aux studios C.B.E et Guillaume Tell et paru chez Tréma en 1990. 
Paru à l'origine sous le simple titre Sardou, il est souvent désigné sous le titre Le Privilège, première chanson de l'album ou Marie-Jeanne (notamment par sa maison de disques Universal Music France), premier single extrait de l'album.

## Fiche technique
- Référence originale : Tréma 710 334[1]

### Liste des titres
| No  | Titre                   | Paroles                            | Musique                                | Durée |
| --- | ----------------------- | ---------------------------------- | -------------------------------------- | ----- |
| 1.  | Le Privilège            | Michel Sardou - Didier Barbelivien | Jacques Revaux - Michel Sardou         | 4:08  |
| 2.  | Le Vétéran              | Michel Sardou - Didier Barbelivien | Jacques Revaux                         | 4:29  |
| 3.  | Mam’selle Louisiane     | Michel Sardou - Didier Barbelivien | Jacques Revaux                         | 4:49  |
| 4.  | L’Album de sa vie       | Michel Sardou - Didier Barbelivien | Jacques Revaux - Jean-Pierre Bourtayre | 3:28  |
| 5.  | Le Blues Black Brothers | Michel Sardou - Didier Barbelivien | Jacques Revaux - Didier Barbelivien    | 4:53  |
| 6.  | Marie-Jeanne            | Michel Sardou - Didier Barbelivien | Jacques Revaux - Jean-Pierre Bourtayre | 4:47  |
| 7.  | Parlons de toi, de moi  | Michel Sardou                      | Jacques Revaux - Michel Sardou         | 3:52  |
| 8.  | La Maison des vacances  | Michel Sardou - Didier Barbelivien | Didier Barbelivien                     | 2:47  |
| 9.  | Au nom du père          | Michel Sardou - Didier Barbelivien | Jacques Revaux - Michel Sardou         | 6:45  |
| 10. | L’Award                 | Michel Sardou - Pierre Delanoë     | Jacques Revaux - Jean-Pierre Bourtayre | 4:04  |

### Musiciens
- Arrangements :
  - Michel Bernholc (titres 1, 4, 6 et 10)
  - Bernard Estardy (titres 2 et 8)
  - Jacques Revaux (titres 2, 3 et 5 à 7)
  - Pascal Stive (titres 3, 5 et 9)
  - Roger Loubet (titre 7)
- Programmation synthétiseur :
  - Studio B. Side : J. Parent (titres 1, 4, 6 et 10)
  - Studio C.B.E : Pascal Stive (titres 3, 5 et 9) et Bernard Estardy (titres 2 et 8)
  - Studio Guillaume Tell : Roger Loubet (titre 7)
- Claviers : Philippe Perathoner, Michel Bernholc et Roger Loubet
- Guitares électriques : Slim Pezin
- Batterie et percussions : Jo Hammer
- Chœurs femmes : M. Albert, Ann Calvert, Debbie Davis, Carole Fredericks, Yvonne Jones et Beckie Bell
- Chœurs hommes : Michel Chevalier et Jean-Jacques Cramier

### Équipe technique et production
- Enregistrement et mixage :
  - Studio Guillaume Tell en DDD (titres 1 à 7, 9 et 10)
  - Studio C.B.E : Bernard Estardy (titre 8)
- Ingénieur du son : Bruno Mylonas
- Assistant : R. Letang
- Production : Jacques Revaux
- Assistant à la production : Y. Hacot